# Света џамија
Света џамија (арап. المسجد الحرام; El Masğid el Ḥarām — Велика џамија), позната и као Меканска џамија, налази се у граду Меки, у Саудијској Арабији. Она је највећа постојећа џамија и окружује једно од најсветијих исламских места, Ћабу. Муслимани целог света окрећу се у правцу Ћабе током молитве. Један од пет стубова Ислама захтева да сваки муслиман бар једном током свог живота обави хаџилук, што укључује и циркумамбулацију око Ћабе.
Тренутна површина џамије покрива 356.800 m², укључујући унутрашње и спољашње површине за молитву, и може да прими до 4 милиона ходочасника током Хаџа, једног од најбројнијих људских окупљања на свету. Насупрот томе што већина џамија има одвојене делове за мушкарце и жене, у овој џамији сегрегације нема и сви могу обављати молитву заједно.

## Историја
Велика џамија се надмеће са Џамијом компањонa из Еритрејског града Масаве и Куба џамијом у Медини за статус најстарије џамије. Према једном скупу ставова, ислам као религија је претходио пророку Мухамеду, који је представљао претходне пророке, попут Абрахама. Абрахам се сматра заслужан за изградњу Ћабе у Меки, а самим тим њеног светилишта, које се према овом становишту види као прва џамија која је икада постојала. Према другом скупу ставова, ислам је започео током живота пророка Мухамеда у 7. веку, као и архитектонске компоненте, попут џамије. У том случају, било Џамија компањона или Куба џамија се могу сматрати првом џамијом која је изграђена у историји ислама.

### Период пре Мухамеда
Према исламској традицији, прву конструкцију Ћабе, срца Велике џамије, започео је Аврам. Куран сведочи да је ово место прва грађевина за обожавање Алаха.
Божијом наредбом, Ибрахим (Аврам) и његов син Исмаил (Самуило), пронашли су оригиналне темеље и обновили Ћабу године 2130. п. н. е. Ḥağar-Al-Aswad, црни камен, смештен на доњем делу источног зида Ћабе, сматра се јединим остатком првобитне грађевине коју је Аврам направио.
У муслиманским предањима, помиње се прича о Исмаиловој мајци, која је тражила извор воде у близини џамије. Наиме, Хагара је обилазила два брда, Сафу и Марву, у потрази за водом за свог сина, када јој Бог показује извор Земзем. „Земзем“ и „Сафа и Марва“ су сада у склопу Велике џамије.

### Први исламски период
Након што се Мухамед славно вратио у Меку, 630. године, заједно са својим зетом, Алијем (Ali Ibn Abu Talib) разбио је све идоле у Ћаби и око ње, и ставио тачку на паганско доба. Овиме започиње исламска владавина над Ћабом и Великом џамијом око ње.
Прва велика обнова џамије десила се 692. године. Пре ове рестаурације, која је укључивала изградњу спољног зида око џамије и декорацију плафона, џамија је била мала отворена област са Ћабом у центру. До краја 8. века, стари дрвени стубови џамије замењени су мермерним стубовима, а крила одаје за молитву проширена су на обе стране, уз додавање минарета. Нагло ширење ислама на Блиском истоку и стални прилив ходочасника захтевали су готово потпуну измену изгледа, односно додавање мермерних површина и још три минарета.

### Османлије
Године 1570. османлијски султан Селим II наредио је главном архитекти Мимар Синану да обнови џамију. Рестаурација је укључивала замену равног крова куполама које су изнутра украшене исламском калиграфијом, као и постављање нових потпорних стубова, који се сматрају најранијим архитектонским основама садашње џамије. Ове основе су најстарији преживели делови грађевине.
Током јаких падавина и обилних поплава током 1621. и 1629. године, зидови Ћабе и џамије претрпели су знатна оштећења. Током 1629. године, за време владавине султана Мурата IV, Ћаба је изграђена каменом из Меке и џамија је обновљена. Тада је додат нови камени зид, изграђена су још 3 минарета (тиме доводећи њихов број на 7), и мермерни под је поплочан. У овом стању џамија остаје наредна три века.

### Сауди
Прва велика обнова током владавине саудијске краљевске породице одвијала се у периоду од 1955. до 1973. године. Овом приликом изграђена су још четири минарета, плафон је поправљен, и под је замењен вештачким каменом и мермером. Галерија Mas'a стављена је под окриље џамије, уз помоћ наткривања и ограђивања. Током ове реконструкције, многи историјски објекти османске ере, нарочито потпорни стубови, били су уништени.
Другом саудијском обновом, под вођством краља Фахда, додато је ново крило и подручје за молитву на отвореном. Новом крилу, које такође служи за молитву, приступа се кроз капију краља Фахда. Ово дограђивање је вршено у периоду између 1982. и 1988. године.
Треће дограђивање Сауда (1988–2005.) укључује изградњу нових минарета, подизање краљевске резиденције која надгледа џамију, као и још места за молитву, у склопу џамије као и око ње. Ова изградња одвијала се упоредо са обновама на планини Арафат, Мини и Муздалифи. Ова трећа обнова укључује и осамнаест нових капија, три куполе које одговарају положају капија, као и додавање око 500 мермерних стубова. Други модерни додаци укључују топле подове, клима-уређаје, лифтове и систем за одводњавање.

#### Тренутни пројекти проширења
Почетком 2007. године, на џамији је започет четврти пројекат проширења, за који се претпоставља да ће бити завршен до 2020. године. Краљ Абдулах (Abdullah Ibn Abdul Aziz) планира да повећа капацитет џамије на 2 милиона ходочасника.
Проширење северног дела џамије започето је у августу 2011. године и ускоро се очекује завршетак радова. Површина џамије ће се проширити са 356.000m2 на 400.000m2. Нова капија, која носи име краља Абдулаха, биће изграђена заједно са још два минарета, што ће њихов број довести на 11. Трошкови овог пројекта износе 10,6 милијарди долара, и након завршетка, џамија ће моћи да прими више од 2,5 милиона ходочасника. Матаф (подручје за циркумамбулацију око Ћабе) ће такође бити проширен, а све затворене просторије биће климатизоване.

#### Контроверзе око пројеката
Појавиле су се многе контроверзе по питању проширења џамије и Меке уопште, због наношења велике штете раноисламском наслеђу. Многе древне грађевине, неке старе и преко хиљаду година, уништене су не само зарад доградње Велике џамије, него и изградње хотела и тржних центара. Неки примери укључују:
- Bayt Al-Mawlid, кућа у којој је рођен Мухамед, срушена и изграђена као библиотека.
- Dar Al-Arqam, прва исламска школа, у којој је Мухамед предавао, сравњена и покривена мермерним плочама.
- Кућа Amr ibn Hishāmа (Abu Jahal), уништена и замењена јавним купатилима.
- Купола која је прекривала извор Земзем, уништена.
- Неколико османлијских сводова у склопу Велике џамије, срушено и у опасности.
- Мухамедова кућа у Медини, у којој је живео након пресељења из Меке.

## Верски значај
Значај џамије је двострук. Она не само да служи као заједнички правац према којем се сви муслимани моле, већ је и главно место за ходочашће.

### Кибла
Кибла — смер у коме се муслимани окрећу током своје молитве (салат) — показује према Ћаби и симболизује јединство у обожавању Алаха (Бога). У почетку, правац Кибле био је окренут према Беит ел-Макдису (Јерусалим) (и зато се зове прва од две кибле). Међутим, то је важило само седамнаест месеци, након чега је Кибла окренута ка Ћаби у Меки. Према записима Мухамедових пратилаца, промена се десила изненада, током подневне молитве у Медини у џамији ал-Киблатајн.

### Ходочашће
Главни чланци: Хаџ и умра
Ова џамија је главна дестинација за ходочашће и умру, који се обављају у месецу Зулхиџе у исламском календару и у било које доба године. Ходочашће у Меку је један од пет стубова ислама, обавезно за све физички способне муслимане који могу да приуште путовање. У новије време, око 3 милиона муслимана обавља хаџилук сваке године.
Неки од ритуала које обављају ходочасници су симбол историјских догађаја. На пример, Хагарину потрагу за водом муслимани опонашају обиласком два брда Ал-Сафу и Ал-Марву.
Хаџилук је повезан са животом пророка Мухамеда из 7. века, али муслимани сматрају да је ритуал ходочашћа у Меку установљен пре неколико хиљада година у време Ибрахима (Аврама).